# 吉祥天女
『吉祥天女』（きっしょうてんにょ）は、吉田秋生作の漫画作品。『別冊少女コミック』（小学館）に、1983年3月号から1984年7月号にかけて連載された。1983年に小学館漫画賞受賞。2007年3月時点で累計販売部数は約250万部を記録している。
2006年4月から6月にかけてテレビ朝日系列にてテレビドラマ化。また2007年に映画化され、橋口いくよによる映画のノベライズ版が刊行された。

## あらすじ
高校2年生の新学期を迎えた麻井由似子のクラスに叶小夜子が編入してくる。彼女は土地の山林王である叶泰三の孫娘であり、両親が叶家に同居しているにもかかわらず、幼少時から親戚の家で養育されていた。クラスで小夜子が紹介されたとき、その深窓の令嬢風の美貌に男子生徒たちの注目の的となり、同時に女子生徒の間でも人気者となる。叶家は代々女系となっており、叶家には小夜子の母親、小夜子の二人の姉がいるが、叶泰三は亡妻・燁の性格を受け継いだ小夜子に財産を譲ろうとしている。この動きを察知した叶家の死んだ長男の妻・浮子（遠野涼・暁の叔母）は遠野家から小夜子の婿を迎えて叶家の資産を自由にしようと画策する。

## 登場人物

### 主人公とクラスメートたち
叶 小夜子 （かのう さよこ）
女系の旧家の娘で、才色兼備な少女。6歳から長野の叶家の親戚の家で養育されるが、高校2年生になって叶家に戻り、涼たちの通う高校に転入する。その類いまれな美貌から注目される存在となるが、自分に邪な思いを抱いた者、叶家の財産を狙う大人達を憎み、自らの魔性を武器に復讐していく。
遠野 涼 （とおの りょう）
両親が事故死したため、子供の頃から妹の水絵とともに叔父の遠野家で育てられる。1歳年上の暁とバランスをとるため学校では軟派で通している。同じクラスに編入してきた小夜子の美貌の中に魔性のものを感じ取る。
麻井 由似子 （あさい ゆいこ）
涼のクラスメート。小学生の頃チカン被害にあったことから男嫌い（男性恐怖症）となっており、親友の真理からも中学生の時から指摘されている。小夜子とは編入してすぐに友達になる。
大野 真理 （おおの まり）
由似子と同じクラスの親友、人見知りが激しいが、小夜子とはすぐに打ち解けることができた。涼に淡い恋心を寄せる。
遠野 暁 （とおの あきら）
涼の従兄。涼とは兄弟同然に育つ。涼が自分よりも良い高校に合格した事を妬み、佐原美子と謀り退学させた。小夜子と婚約して性的な関係をもつものの、嫉妬深さを小夜子に逆手に取られ父親を刺殺する。逃亡中に小夜子を車でひき殺そうとしたが、失敗し電柱に激突して死亡する。

### 叶家
叶 泰三（かのう たいぞう）
地域では山林王とされる叶家の当主で小夜子の祖父。亡妻の燁の性格を受け継いだ小夜子に叶家の財産を相続させるため、幼少時から親せきに預けていた小夜子を本家に連れ戻す。
叶 燁 （かのう あき）
故人。小夜子の祖母。小夜子が7歳の頃は存命しており、叶家の当主であった。
叶 浮子 （かのう うきこ）
暁の叔母。叶家の長男に嫁ぐが死別している。叶家に居座り実家の遠野建設で財産を乗っ取ろうと暁の父親と図り、小夜子と暁の結婚を画策する。小夜子の父親と不倫の関係にある。
小川 雪政 （おがわ ゆきまさ）
叶家の分家筋の小川家の青年。小川家が小夜子を預かって以来、小夜子に付き従っている。小夜子が叶家に戻る際、世話係として叶家に入った。
元々は信州の医大で、医学生だった。

### その他の人物
麻井 鷹志 （あさい たかし）
由似子の兄、大学では美術を専攻している。小夜子をモチーフに絵を制作する。涼と同様、小夜子の魔性に気付く。
遠野 水絵 （とおの みずえ）
涼の妹、幼い頃から病弱であったが、小夜子との出会いにより、明るくなる。最終話では叶家の養女となり小夜子と田舎へ引っ越す。
根津（ねづ）
小夜子が通う高校の教師で理事長の娘婿。生活指導を担当しており、生徒たちから「ネズ公」とあだ名されている。小夜子を生徒指導室に呼び出したが、暴行の疑いをかけられ自宅謹慎。その後自殺した。
遠野暁の父 （とおのあきらのちち）
遠野建設社長で暁の父で涼の叔父。小夜子と暁の縁談を進め、叶家の財産を乗っ取ろうと計画する。
今井 久子 （いまい ひさこ）
小夜子たちのクラスメートで、涼のガールフレンド。素行は悪く、あだ名は「スケバン久子」。
中学時代から、涼・暁の事をよく知っている。
飛葉 （ひば）
暁の舎弟の一人。普段は遠野建設の工事現場で、働いている。
大沢 （おおさわ）
涼の仲間の一人。久子たちに唆され、小夜子を襲うが返り討ちに遭う。
その事を逆恨みし、付け狙うが小夜子に耳を切り落とされ、最後は入院していた病院の屋上から転落死。

## 書誌情報

### 単行本
- 吉田秋生 『吉祥天女』 小学館〈フラワーコミックス〉、全4巻
  1. 1983年9月26日発売[2]、ISBN 4-09-131301-9
  2. 1984年2月25日発売[3]、ISBN 4-09-131302-7
  3. 1984年6月26日発売[4]、ISBN 4-09-131303-5
  4. 1984年9月26日発売[5]、ISBN 4-09-131304-3

### 文庫版
- 吉田秋生 『吉祥天女』 小学館〈小学館文庫〉、全2巻
  1. 1995年2月17日発売[6]、ISBN 4-09-191006-8
  2. 1995年2月17日発売[7]、ISBN 4-09-191007-6

## テレビドラマ
2006年4月15日土曜日深夜1時25分放送開始。全10回。

### キャスト
- 叶小夜子（かのう さよこ）：岩田さゆり
- 遠野涼（とおの りょう）：松尾敏伸
- 遠野暁（とおの あきら）：池田努
- 叶浮子（かのう うきこ）：北川弘美
- 麻井由似子（あさい ゆいこ）：桐谷美玲
- 大野真理（おおの まり）：水崎綾女
- 今井久子（いまい　ひさこ）：渡部彩
- 大沢（おおさわ）：山根和馬
- 麻井鷹志（あさい たかし）：村上幸平
- 小川雪政（おがわ ゆきまさ）：井田國彦

### スタッフ
- 脚本：福島治子
- 監督：田村直己（テレビ朝日）、近藤俊明
- チーフプロデューサー：桑田潔（テレビ朝日）
- プロデューサー：三輪祐見子（テレビ朝日）、浦井孝行、櫻井美恵子（国際放映）
- 制作：テレビ朝日、国際放映

### ネット局
- テレビ朝日（EX） - 2006年4月15日〜同年6月24日（土曜 25:15〜25:45）
- 秋田朝日放送（AAB） - 2006年8月15日〜（火曜 25:15〜25:45）
- 福島放送（KFB） - 2006年6月15日〜同年8月31日（木曜 24:50〜25:20）
- 東日本放送（KHB） - 2006年11月25日〜（土曜 25:10〜25:45、35分間）
- 静岡朝日テレビ（SATV） - 2006年12月2日〜2007年2月17日（土曜 25:30〜26:00）
- 愛媛朝日テレビ(EAT)　- 2008年5月12日〜 (月曜 25:16〜25:46)

### ロケ地
- 静岡県小山町

| テレビ朝日 土曜ミッドナイトドラマ | テレビ朝日 土曜ミッドナイトドラマ | テレビ朝日 土曜ミッドナイトドラマ |
| 前番組                            | 番組名                            | 次番組                            |
| --------------------------------- | --------------------------------- | --------------------------------- |
| （なし）                          | 吉祥天女                          | 快感職人                          |

## 映画
2007年6月30日公開。

### 出演
- 叶小夜子 - 鈴木杏
- 麻井由似子 - 本仮屋ユイカ
- 遠野涼 - 勝地涼
- 遠野暁 - 深水元基
- 大野真理 - 神崎詩織
- 小川雪政 - 津田寛治
- 根津先生 ‐ 森下能幸
- 麻井鷹子 - 市川実日子
- 叶浮子 - 国分佐智子
- 叶和憲 - 小倉一郎
- 遠野一郎 - 嶋田久作
- 由以子の母 ‐ 大塚良重
- 叶鈴子 - 青山知可子
- 叶あき - 江波杏子

### スタッフ
- 監督・脚本：及川中
- 撮影：柳田裕男
- 照明：松隈信一
- 美術：中川理仁
- 録音：湯脇房雄
- 編集：阿部亙英
- 記録：石川海
- 衣装：青木しげる
- ヘアメイク：池田真希
- 助監督：西保典
- アクションコーディネーター：竹田道弘[8]
- 音楽：神津裕之
- 主題歌：スーザン・オズボーン「仰げば尊し」
- 製作：「吉祥天女」製作委員会（小学館、ブルー・プラネット、ハピネット、パス・コミュニケーションズ、ソニーPCL）
- 製作協力：ブルー・プラネット
- 上映時間：116分

### ロケ地
- 石川県金沢市
- 静岡県小山町

ほか

### ノベライズ
- 橋口いくよ『吉祥天女』（小学館〈小学館文庫〉、2007年5月10日発売、ISBN 978-4094081657）